# Mohamed Berrid
 (juin 2024).
La mise en forme du texte ne suit pas les recommandations de Wikipédia : il faut le « wikifier ».
Les points d'amélioration suivants sont les cas les plus fréquents. Le détail des points à revoir est peut-être précisé sur la page de discussion.
- Les titres sont pré-formatés par le logiciel. Ils ne sont ni en capitales, ni en gras.
- Le texte ne doit pas être écrit en capitales (les noms de famille non plus), ni en gras, ni en italique, ni en « petit »…
- Le gras n'est utilisé que pour surligner le titre de l'article dans l'introduction, une seule fois.
- L'italique est rarement utilisé : mots en langue étrangère, titres d'œuvres, noms de bateaux, etc.
- Les citations ne sont pas en italique mais en corps de texte normal. Elles sont entourées par des guillemets français : « et ».
- Les listes à puces sont à éviter, des paragraphes rédigés étant largement préférés. Les tableaux sont à réserver à la présentation de données structurées (résultats, etc.).
- Les appels de note de bas de page (petits chiffres en exposant, introduits par l'outil «  Source ») sont à placer entre la fin de phrase et le point final[comme ça].
- Les liens internes (vers d'autres articles de Wikipédia) sont à choisir avec parcimonie. Créez des liens vers des articles approfondissant le sujet. Les termes génériques sans rapport avec le sujet sont à éviter, ainsi que les répétitions de liens vers un même terme.
- Les liens externes sont à placer uniquement dans une section « Liens externes », à la fin de l'article. Ces liens sont à choisir avec parcimonie suivant les règles définies. Si un lien sert de source à l'article, son insertion dans le texte est à faire par les notes de bas de page.
- La présentation des références doit suivre les conventions bibliographiques. Il est recommandé d'utiliser les modèles {{Ouvrage}}, {{Chapitre}}, {{Article}}, {{Lien web}} et/ou {{Bibliographie}}. Le mode d'édition visuel peut mettre en forme automatiquement les références.
- Insérer une infobox (cadre d'informations à droite) n'est pas obligatoire pour parachever la mise en page.

Pour une aide détaillée, merci de consulter Aide:Wikification.
Si vous pensez que ces points ont été résolus, vous pouvez retirer ce bandeau et améliorer la mise en forme d'un autre article.
Mohammed Berrid ( arabe : محمد بريظ ; né en 1955) est un commandant militaire marocain. Il est un vétéran de 43 ans des Forces armées royales, ayant rejoint les Forces armées royales dans les années 1970 en tant qu'officier,.
Mohammed Berrid est l'Inspecteur général des Forces armées royales marocaines et commandant de la zone militaire sud. Il a été nommé inspecteur général par le roi Mohammed VI en 2023, en remplacement Belkhir El Farouk,,.

## Enfance et éducation
Mohammed Berrid est né en 1955 dans la commune d'El Kbab, près de Khénifra,,. Il est né dans la tribu de  Ichkern,. Il est diplômé du Centre de formation des Blindés de l'Académie royale militaire de à Meknès, où il a reçu  une formation sur les véhicules blindés AMX-10 RC et M48A5,. Berrid est également diplômé du Collège Royal d'Enseignement Militaire Supérieur de Kénitra,.
Il est titulaire d'un master en défense nationale du Collège interarmées de Défense,.

## Carrière militaire
Mohammed Berrid a commencé sa carrière en tant qu'officier dans le 3e Groupe d'escadrons blindés (aujourd'hui Régiment royal des chars)  El Hajeb,. Il a été transféré au 4e Groupe d'escadrons blindés à Al Mahbes en tant que commandant militaire dans les années 1980, pendant la guerre du Sahara occidental,.
Avant sa nomination comme Inspecteur Général, il était directeur du 3e Bureau de l'état-major général des Forces armées royales depuis 2015, après avoir servi comme officier d'état-major dans le domaine de la formation et de l'emploi des forces.

## Vie privée
Berrid est décrit comme une "personne très discrète, mais très respectée pour sa capacité de travail et son sens de l'altruisme" et comme "particulièrement discipliné et sévère dans l'application des règlements militaires",,. Il est marié et père de quatre enfants.

## Décorations
- Officier de l'Ordre du Trône[2]